# Honduras en la Copa Mundial de Fútbol de 1982
El equipo de la selección de fútbol que representó a Honduras en la Copa Mundial de Fútbol de 1982, campeonato celebrado en España.

## Clasificación

### Ronda preliminar
La zona de Centroamérica estuvo conformada por un solo grupo de cinco selecciones. Los dos primeros se clasificaban a la liguilla final.
| Equipo      | Pts. | PJ | PG | PE | PP | GF | GC | Dif |
| ----------- | ---- | -- | -- | -- | -- | -- | -- | --- |
| Honduras    | 12   | 8  | 5  | 2  | 1  | 15 | 5  | 10  |
| El Salvador | 12   | 8  | 5  | 2  | 1  | 12 | 5  | 7   |
| Guatemala   | 9    | 8  | 3  | 3  | 2  | 10 | 2  | 8   |
| Costa Rica  | 6    | 8  | 1  | 4  | 3  | 6  | 10 | -4  |
| Panamá      | 1    | 8  | 0  | 1  | 7  | 3  | 24 | -21 |

| 30 de julio de 1980 | Panamá | 0:2 (0:1) | Honduras                   | Estadio Revolución, Ciudad de Panamá                    |                                                         |
|                     |        |           | Bernárdez 14' · Costly 85' | Asistencia: 8 975 espectadores Árbitro(s): Hubert Tromp | Asistencia: 8 975 espectadores Árbitro(s): Hubert Tromp |

| 1 de octubre de 1980                      | Costa Rica                     | 2:3 (0:2) | Honduras                                | Estadio Ricardo Saprissa, San José                                  |                                                                     |
|                                           | Jiménez 79' (pen.) · Mills 82' |           | Bulnes 27' · Bernárdez 39' · Bailey 75' | Asistencia: 18 263 espectadores Árbitro(s): Constantinos Soupliotis | Asistencia: 18 263 espectadores Árbitro(s): Constantinos Soupliotis |
| Primer triunfo de Honduras en Costa Rica. |                                |           |                                         |                                                                     |                                                                     |

| 26 de octubre de 1980 | Honduras | 0:0 | Guatemala | Estadio Nacional, Tegucigalpa                                      |  |
|                       |          |     |           | Asistencia: 44 220 espectadores Árbitro(s): Marco Antonio Dorantes |  |

| 16 de noviembre de 1980 | Honduras      | 1:1 (0:1) | Costa Rica | Estadio Nacional, Tegucigalpa                           |                                                         |
|                         | Velásquez 77' |           | Morera 33' | Asistencia: 28 159 espectadores Árbitro(s): David Socha | Asistencia: 28 159 espectadores Árbitro(s): David Socha |

| 23 de noviembre de 1980 | El Salvador                | 2:1 (1:0) | Honduras     | Estadio Cuscatlán, San Salvador                           |                                                           |
|                         | González 9' · Guerrero 66' |           | Figueroa 85' | Asistencia: 40 851 espectadores Árbitro(s): Rolando Fusco | Asistencia: 40 851 espectadores Árbitro(s): Rolando Fusco |

| 30 de noviembre de 1980 | Honduras       | 2:0 (1:0) | El Salvador | Estadio Nacional, Tegucigalpa                                   |                                                                 |
|                         | Bailey 23' 66' |           |             | Asistencia: 38 979 espectadores Árbitro(s): Antonio Evangelista | Asistencia: 38 979 espectadores Árbitro(s): Antonio Evangelista |

| 7 de diciembre de 1980 | Guatemala | 0:1 (0:0) | Honduras   | Estadio Mateo Flores, Ciudad de Guatemala                    |                                                              |
|                        |           |           | Bailey 71' | Asistencia: 42 381 espectadores Árbitro(s): Toros Kibritjian | Asistencia: 42 381 espectadores Árbitro(s): Toros Kibritjian |

| 14 de diciembre de 1980 | Honduras                                | 5:0 (3:0) | Panamá | Estadio Nacional, Tegucigalpa                                       |                                                                     |
|                         | Bernárdez 6' 21' 68' · Figueroa 32' 77' |           |        | Asistencia: 25 000 espectadores Árbitro(s): Enrique Mendoza Guillén | Asistencia: 25 000 espectadores Árbitro(s): Enrique Mendoza Guillén |

Clasificaron a la ronda final:
- Honduras
- El Salvador

### Ronda final: Campeonato de Naciones de la Concacaf de 1981
La ronda final de las eliminatorias sirvió de marco al VIII Campeonato Concacaf de Naciones celebrado en el Estadio Nacional de Tegucigalpa (Honduras) del 1 de noviembre al 22 de noviembre de 1981. Los dos primeros del hexagonal clasificaban directamente al Mundial de 1982 siendo declarado el primer clasificado como campeón de Concacaf.
| Equipo      | Pts. | PJ | PG | PE | PP | GF | GC | Dif |
| ----------- | ---- | -- | -- | -- | -- | -- | -- | --- |
| Honduras    | 8    | 5  | 3  | 2  | 0  | 8  | 1  | 7   |
| El Salvador | 6    | 5  | 2  | 2  | 1  | 2  | 1  | 1   |
| México      | 5    | 5  | 1  | 3  | 1  | 6  | 3  | 3   |
| Canadá      | 5    | 5  | 1  | 3  | 1  | 6  | 6  | 0   |
| Cuba        | 4    | 5  | 1  | 2  | 2  | 4  | 8  | -4  |
| Haití       | 2    | 5  | 0  | 2  | 3  | 2  | 9  | -7  |

| 3 de noviembre de 1981 | Honduras                                          | 4:0 (2:0) | Haití | Estadio Nacional, Tegucigalpa                                    |                                                                  |
|                        | Bueso 35' · Urquía 40' · Laing 64' · Figueroa 75' |           |       | Asistencia: 45 386 espectadores Árbitro(s): José de Assis Aragão | Asistencia: 45 386 espectadores Árbitro(s): José de Assis Aragão |

| 8 de noviembre de 1981 | Honduras               | 2:0 (1:0) | Cuba | Estadio Nacional, Tegucigalpa                                           |                                                                         |
|                        | Bueso 36' · Costly 69' |           |      | Asistencia: 33 876 espectadores Árbitro(s): Luis Paulino Siles Calderón | Asistencia: 33 876 espectadores Árbitro(s): Luis Paulino Siles Calderón |

| 12 de noviembre de 1981 | Honduras                     | 2:1 (2:1) | Canadá     | Estadio Nacional, Tegucigalpa                                    |                                                                  |
|                         | Caballero 12' · Figueroa 40' |           | Bridge 19' | Asistencia: 38 953 espectadores Árbitro(s): Rómulo Méndez Molina | Asistencia: 38 953 espectadores Árbitro(s): Rómulo Méndez Molina |

| 16 de noviembre de 1981 | Honduras | 0:0 | El Salvador | Estadio Nacional, Tegucigalpa                                           |  |
|                         |          |     |             | Asistencia: 39 882 espectadores Árbitro(s): Luis Paulino Siles Calderón |  |

| 22 de noviembre de 1981 | Honduras | 0:0 | México | Estadio Nacional, Tegucigalpa                           |  |
|                         |          |     |        | Asistencia: 50 000 espectadores Árbitro(s): David Socha |  |

| Bandera de Honduras | Bandera de El Salvador |
| Honduras            | El Salvador            |
| Campeón 1.° título  | Segundo puesto         |

## Amistosos previos
La selección hondureña en el año 1982, luego de haber clasificado al Mundial de España, disputó seis partidos amistosos de cara a prepararse para el Mundial.
| Fecha                | Lugar        |                        |                                   | Resultado |                        |             |
| -------------------- | ------------ | ---------------------- | --------------------------------- | --------- | ---------------------- | ----------- |
| 5 de febrero de 1982 | Tegucigalpa  | Honduras               | Bandera de Honduras               | 0:0       | Bandera de Rumania     | Rumania     |
| 1 de marzo de 1982   | Abu Dhabi    | Emiratos Árabes Unidos | Bandera de Emiratos Árabes Unidos | 0:1       | Bandera de Honduras    | Honduras    |
| 3 de marzo de 1982   | Abu Dhabi    | Emiratos Árabes Unidos | Bandera de Emiratos Árabes Unidos | 0:0       | Bandera de Honduras    | Honduras    |
| 5 de marzo de 1982   | Riad         | Arabia Saudita         | Bandera de Arabia Saudita         | 0:0       | Bandera de Honduras    | Honduras    |
| 18 de abril de 1982  | San Salvador | El Salvador            | Bandera de El Salvador            | 3:2       | Bandera de Honduras    | Honduras    |
| 22 de abril de 1982  | Tegucigalpa  | Honduras               | Bandera de Honduras               | 1:1       | Bandera de El Salvador | El Salvador |

## Jugadores
Datos corresponden a situación previo al inicio del torneo.
| #     | Nombre                  | Posición        | Edad            | Club            |                 |
| ----- | ----------------------- | --------------- | --------------- | --------------- | --------------- |
| 1     | Salomón Nazar           | Portero         | 28              | UNAH            |                 |
| 2     | Efraín Gutiérrez        | Defensa         | 28              | UNAH            |                 |
| 3     | Jaime Villegas          | Defensa         | 31              | Real España     |                 |
| 4     | Fernando Bulnes         | Defensa         | 35              | Olimpia         |                 |
| 5     | Allan Costly            | Defensa         | 27              | Real España     |                 |
| 6     | Ramón Maradiaga         | Mediocampista   | 27              | Motagua         |                 |
| 7     | Eduardo Laing           | Delantero       | 23              | Platense        |                 |
| 8     | Francisco Toledo †      | Mediocampista   | 22              | Marathón        |                 |
| 9     | Porfirio Betancourt †   | Delantero       | 25              | Real España     |                 |
| 10    | José Roberto Figueroa † | Delantero       | 22              | Vida            |                 |
| 11    | David Bueso             | Mediocampista   | 27              | Motagua         |                 |
| 12    | Domingo Drummond †      | Defensa         | 25              | Platense        |                 |
| 13    | Prudencio Norales       | Mediocampista   | 26              | Olimpia         |                 |
| 14    | Juan Cruz               | Mediocampista   | 22              | UNAH            |                 |
| 15    | Héctor Zelaya           | Mediocampista   | 24              | Motagua         |                 |
| 16    | Roberto Bailey †        | Delantero       | 29              | Marathón        |                 |
| 17    | José Luis Cruz †        | Defensa         | 33              | Motagua         |                 |
| 18    | Carlos Caballero        | Mediocampista   | 23              | Real España     |                 |
| 19    | Celso Güity †           | Delantero       | 26              | Marathón        |                 |
| 20    | Gilberto Yearwood       | Mediocampista   | 26              | Real Valladolid |                 |
| 21    | Julio César Arzú        | Portero         | 28              | Real España     |                 |
| 22    | Jimmy Stewart           | Portero         | 35              | Real España     |                 |
| D. T. | Chelato Uclés †         | Chelato Uclés † | Chelato Uclés † | Chelato Uclés † | Chelato Uclés † |

## Participación

### Primera fase

#### Grupo E
| Equipo            | Pts | PJ | PG | PE | PP | GF | GC |
| ----------------- | --- | -- | -- | -- | -- | -- | -- |
| Irlanda del Norte | 4   | 3  | 1  | 2  | 0  | 2  | 1  |
| España            | 3   | 3  | 1  | 1  | 1  | 3  | 3  |
| Yugoslavia        | 3   | 3  | 1  | 1  | 1  | 2  | 2  |
| Honduras          | 2   | 3  | 0  | 2  | 1  | 2  | 3  |

| 16 de junio de 1982 | España                  | 1:1 (0:1) | Honduras  | Estadio Luis Casanova, Valencia                                           |                                                                           |
|                     | López Ufarte 65' (pen.) | Reporte   | Zelaya 7' | Asistencia: 49.562 espectadores Árbitro(s): Arturo Ithurralde (Argentina) | Asistencia: 49.562 espectadores Árbitro(s): Arturo Ithurralde (Argentina) |

| 21 de junio de 1982 | Honduras  | 1:1 (0:1) | Irlanda del Norte | Estadio La Romareda, Zaragoza                                        |                                                                      |
|                     | Laing 60' | Reporte   | Armstrong 9'      | Asistencia: 15.000 espectadores Árbitro(s): Sun Cham Tan (Hong Kong) | Asistencia: 15.000 espectadores Árbitro(s): Sun Cham Tan (Hong Kong) |

| 24 de junio de 1982 | Honduras | 0:1 (0:0) | Yugoslavia          | Estadio La Romareda, Zaragoza                                     |                                                                   |
|                     |          | Reporte   | Petrović 88' (pen.) | Asistencia: 25.000 espectadores Árbitro(s): Gaston Castro (Chile) | Asistencia: 25.000 espectadores Árbitro(s): Gaston Castro (Chile) |

## Estadísticas

### Posiciones
| Equipo | Equipo         | Pts | PJ | PG | PE | PP | GF | GC | Dif | Rend  |
| ------ | -------------- | --- | -- | -- | -- | -- | -- | -- | --- | ----- |
| 17     | Camerún        | 3   | 3  | 0  | 3  | 0  | 1  | 1  | 0   | 50,0% |
| 18     | Honduras       | 2   | 3  | 0  | 2  | 1  | 2  | 3  | -1  | 33,3% |
| 19     | Checoslovaquia | 2   | 3  | 0  | 2  | 1  | 2  | 4  | -2  | 33,3% |

### Goleadores
| Jugador       | Anotado | A. | Min. |
| ------------- | ------- | -- | ---- |
| Héctor Zelaya | 1       | 0  | 270  |
| Eduardo Laing | 1       | 0  | 270  |